# Equação de momento
A equação de momento é uma afirmação decorrente da Segunda Lei de Newton e diz respeito à soma das forças que atuam sobre um elemento de fluido para a sua aceleração ou a taxa de variação do momento linear. Na mecânica dos fluidos, não fica claro que as partículas constituintes do fluido (como moléculas e átomos isolados, como no caso de hélio e outros gases nobres líquidos) se deslocam em massa de fluido seguindo a equação {\displaystyle F=m.a} que é usada na análise de mecânica dos sólidos relacionando a força aplicada para a aceleração resultante, e deve-se usar assim uma forma diferente da equação.
A equação de momento (também podendo ser tratada como equação de momento linear) pode ser desenvolvida a partir da Segunda Lei de Newton a qual estabelece que a soma de todas as forças deve ser igual a taxa no tempo da alteração de momento, o que é dado por:
{\displaystyle \Sigma F={\frac {d(mV)}{dt}}}

## Equacionamentos
O somatório de forças acima é facilmente aplicável na mecânica de partículas, mas para fluidos, ele se torna mais complexo devido ao volume de controle (e não partículas individuais). A variação do momento se comporá de duas partes, o momento no interior do volume de controle, e o impulso de atravessar a superfície. Este conceito pode ser escrito como:
{\displaystyle \Sigma F={\frac {\partial }{\partial t}}\int _{VC}\rho {\textbf {V}}dV+\int _{SC}{\textbf {V}}\rho {\textbf {V}}\cdot {\textbf {n}}dA}
Onde
- ΣF representa a soma de todas as forças (forças no corpo de superfície) aplicadas ao volume de controle.
- V é o vetor velocidade.
- n é a vetor normal unidade direcionado para o exterior.
- dV é o diferencial de volume.
- dA é o diferencial de área.

A atual derivação desta equação é omitida, porém pode ser obtida com facilidade devido ao uso do Teorema do Transporte de Reynolds.
Pode-se considerar o caso mais simples, para um fluido no qual somente o gradiente de pressão térmica ({\displaystyle \nabla P}) seja responsável pelo movimento. Neste cenário, a equação do balanço de forças atuante é dado pela equação: 
{\displaystyle {\frac {dv}{dt}}={\frac {1}{\rho }}\nabla P=-\nabla {\frac {P}{\rho }}-{\frac {P}{\rho ^{2}}}\nabla \rho }
Tornando a equação anterior discreta, tem-se:
{\displaystyle {\frac {dv_{a}}{dt}}=-\sum _{b=1}^{N}m_{b}{\frac {P_{b}}{\rho _{b}^{2}}}\nabla _{a}w_{ab}=-{\frac {P_{a}}{\rho _{a}^{2}}}\sum _{b=1}^{N}m_{b}\nabla _{a}w_{ab}}
Deve-se notar que na equação anterior há a implicação da conservação do momento.